# Martinrive
Martinrive est un hameau au bord de l'Amblève (rive droite) dans la province de Liège, en Belgique. Administrativement il fait partie de la commune d'Aywaille (Région wallonne). Avant la fusion des communes, Martinrive faisait partie du village et commune de Rouvreux.

## Situation
Le hameau se trouve dans une boucle de l'Amblève, sur sa rive droite, à trois kilomètres en aval d'Aywaille. Il est comme cerné par la rivière au sud et la ligne de chemin de fer allant de Liège à Gouvy et Luxembourg au nord (ligne 42). Ses maisons suivent le début de la côte menant au village de Rouvreux (commune de Sprimont). Vers le sud, un pont traverse l'Amblève et mène au pied de la côte de Chambralles grimpant le versant opposé. Le village étant disposé sur le versant septentrional, l'Amblève est donc bien orienté.

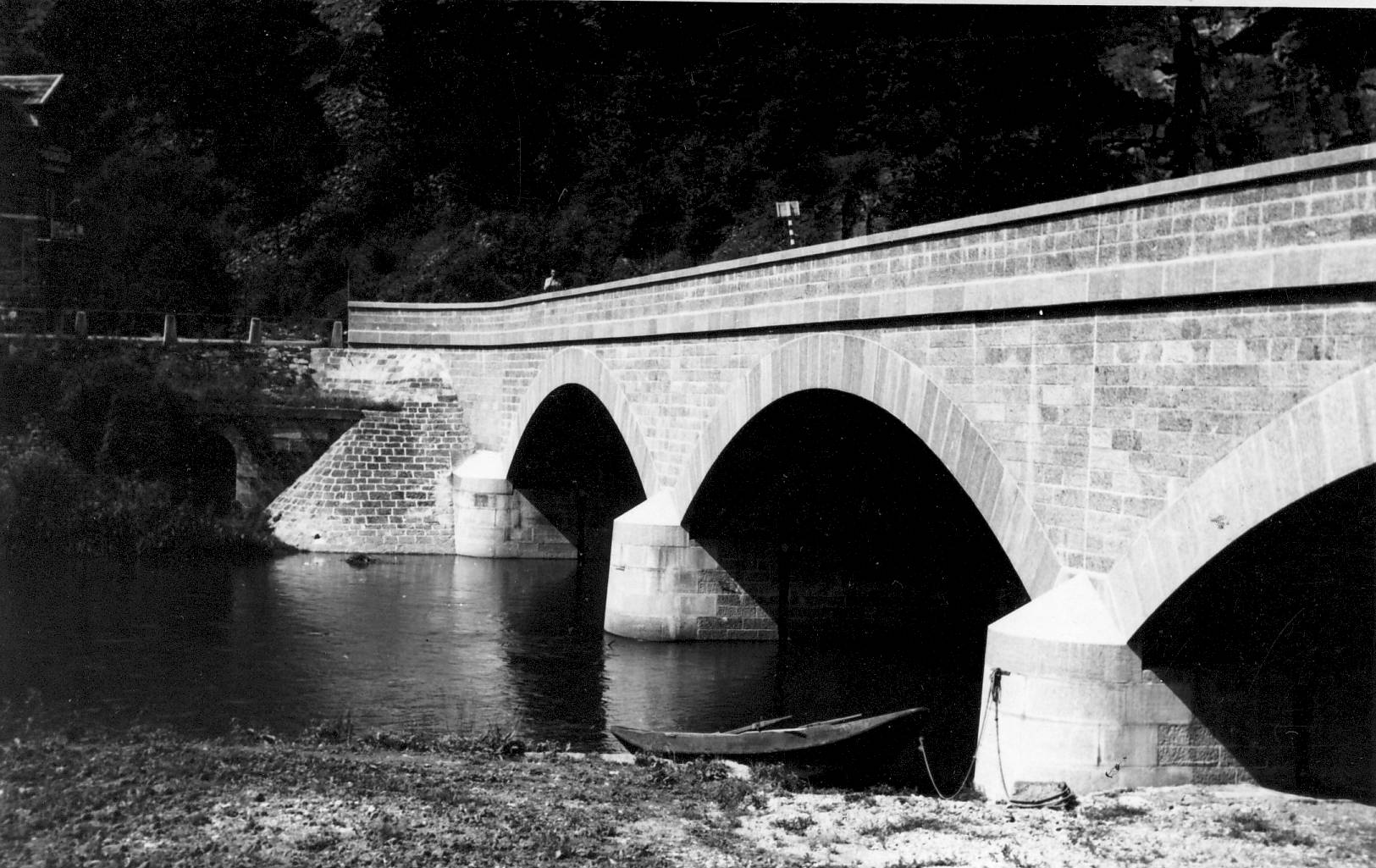
Le pont sur l'Amblève, à Martinrive (en 1943).

## Patrimoine
- La chapelle, dédiée au Cœur Immaculé de Marie fut construite en 1908.
- Un ancien moulin à eau, sur l'Amblève.
- Un château du XVIIIe siècle entouré d'un beau parc joliment arboré.
- Le sentier de grande randonnée GR 571 traverse le village.
- Le pont de Martinrive est un pont communal sur l'Amblève.